# Castellinaldo
Castellinaldo d'Alba – miejscowość i gmina we Włoszech, w regionie Piemont, w prowincji Cuneo.
Według danych na rok 2004 gminę zamieszkiwało 858 osób, 122,6 os./km².